# 圣热尔梅
圣热尔梅（法語：Saint-Germé，法語發音：[sɛ̃ ʒɛʁme]）是法国热尔省的一个市镇，属于米朗德区。

## 地理
圣热尔梅（43°40'48"N, 0°8'47"W）面积9.55 平方千米，位于法国奧克西塔尼大區热尔省，该省份为法国西南部内陆省份，北起顺时针与洛特-加龙省、塔恩-加龙省、上加龙省、上比利牛斯省、大西洋比利牛斯省和朗德省接壤。
与圣热尔梅接壤的市镇（或旧市镇、城区）包括：热尔省巴瑟洛讷、科蒙、科尔内扬、热-里维耶尔、勒兰-拉皮若勒、圣蒙、塔尔萨克。

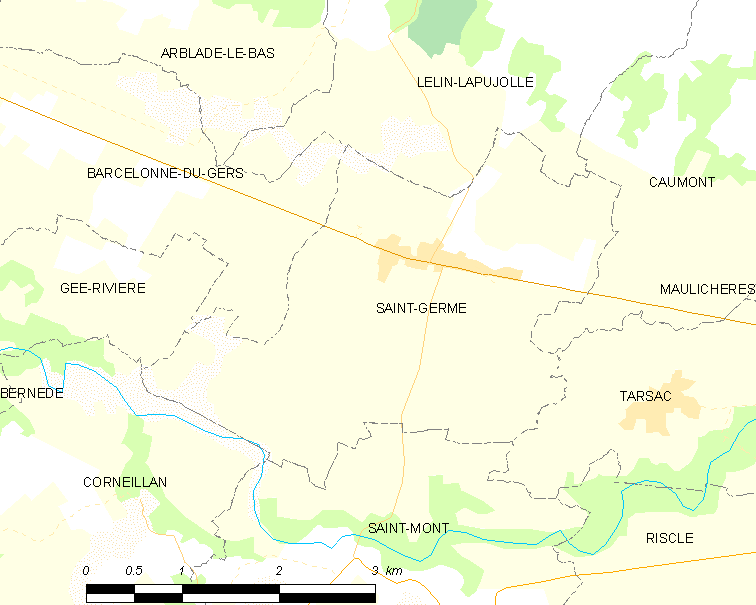
圣热尔梅的OSM定位图

圣热尔梅的时区为UTC+01:00、UTC+02:00（夏令时）。

## 行政
圣热尔梅的邮政编码为32400，INSEE市镇编码为32378。

## 政治
圣热尔梅所属的省级选区为热尔阿杜尔县。

## 人口

1962-2008年间圣热尔梅人口变化图示

圣热尔梅于2022年1月1日时的人口数量为509人。